# Parafia Niepokalanego Poczęcia Najświętszej Maryi Panny w Mirosławcu
Parafia pw. Niepokalanego Poczęcia Najświętszej Maryi Panny w Mirosławcu – rzymskokatolicka parafia należąca do dekanatu Mirosławiec, diecezji koszalińsko-kołobrzeskiej, metropolii szczecińsko-kamieńskiej. Została utworzona w 1968 roku. Siedziba parafii mieści się przy ulicy Kościuszki. Od 1 sierpnia 2023 proboszczem parafii jest ks. Adam Jokiel. 

## Miejsca święte

### Kościół parafialny
Kościół pw. Niepokalanego Poczęcia Najświętszej Maryi Panny w Mirosławcu
Kościół parafialny został zbudowany w 1721, poświęcony 1945.

### Kościoły filialne i kaplice
- Kościół pw. Najświętszego Serca Pana Jezusa w Hankach
- Kościół pw. Zesłania Ducha Świętego w Łowiczu Wałeckim
- Kościół pw. św. Jana Chrzciciela w Toporzyku
- Punkt odprawiania Mszy św. w Starej Korytnicy